# Teresa Albuzzi-Todeschini

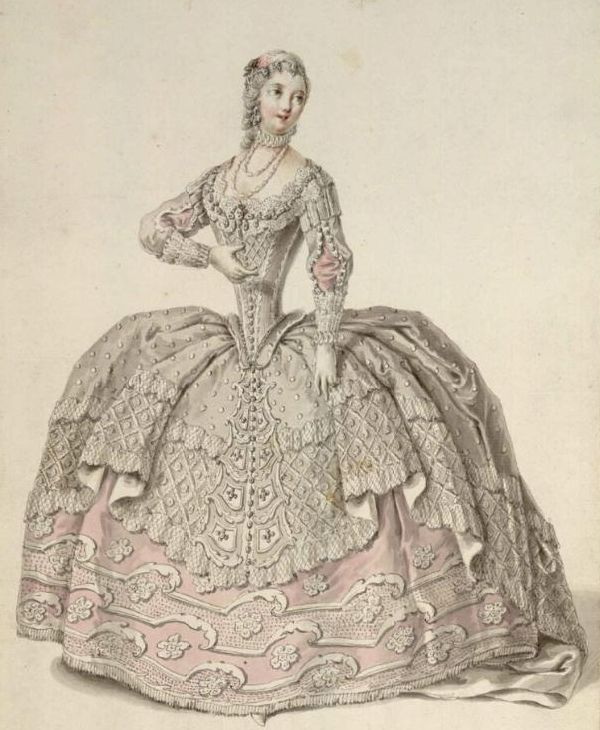
Albuzzi-Todeschini come Tusnelda nellArminio di Hasse(Dresda 1753)

Teresa Albuzzi-Todeschini (Milano, 26 dicembre 1723 – Praga, 30 giugno 1760) è stata una cantante lirica italiana (contralto) che si esibì principalmente sui palcoscenici della Germania.

## Biografia
Nata a Milano, Albuzzi-Todeschini fu assunta dall'Opernhaus am Zwinger di Dresda il 1º gennaio 1750. Insieme a Regina Mingotti è succeduta a Faustina Bordoni ed è stata considerata una "prima donna in più di un posto". I critici l'elogiarono per la sua "voce piena, sonora ed estremamente preparata [e] per la sua esibizione magistrale e meravigliosa". Albuzzi-Todeschini guadagnava 2 000 talleri all'anno nel 1750 e 3 000 talleri l'anno tre anni dopo, nel 1753. 
Il primo ministro Heinrich von Brühl si innamorò di Albuzzi-Todeschini e fece costruire un gazebo per lei fuori dalle mura della città di Dresda, chiamato "Rotonda di Brühl" ma soprannominato "Cespuglio di Albuzzi". Albuzzi-Todeschini rimase a Dresda durante la guerra dei sette anni, al termine tornò dalla madre, dal marito Antonio Schreivogel-Todeschini e dai suoi due figli a Milano nel dicembre 1758. Morì dopo una lunga malattia nel 1760 nella locanda "Zum Einhorn" e fu sepolta il 25 maggio 1760 a Praga.